# Richard Borgmann
Richard Borgmann (* 26. August 1909 in Dortmund; † 22. Juli 1966 in Ibbenbüren) war ein deutscher Unternehmer, Kommunalpolitiker und ehrenamtlicher Landrat (CDU).

## Leben und Beruf

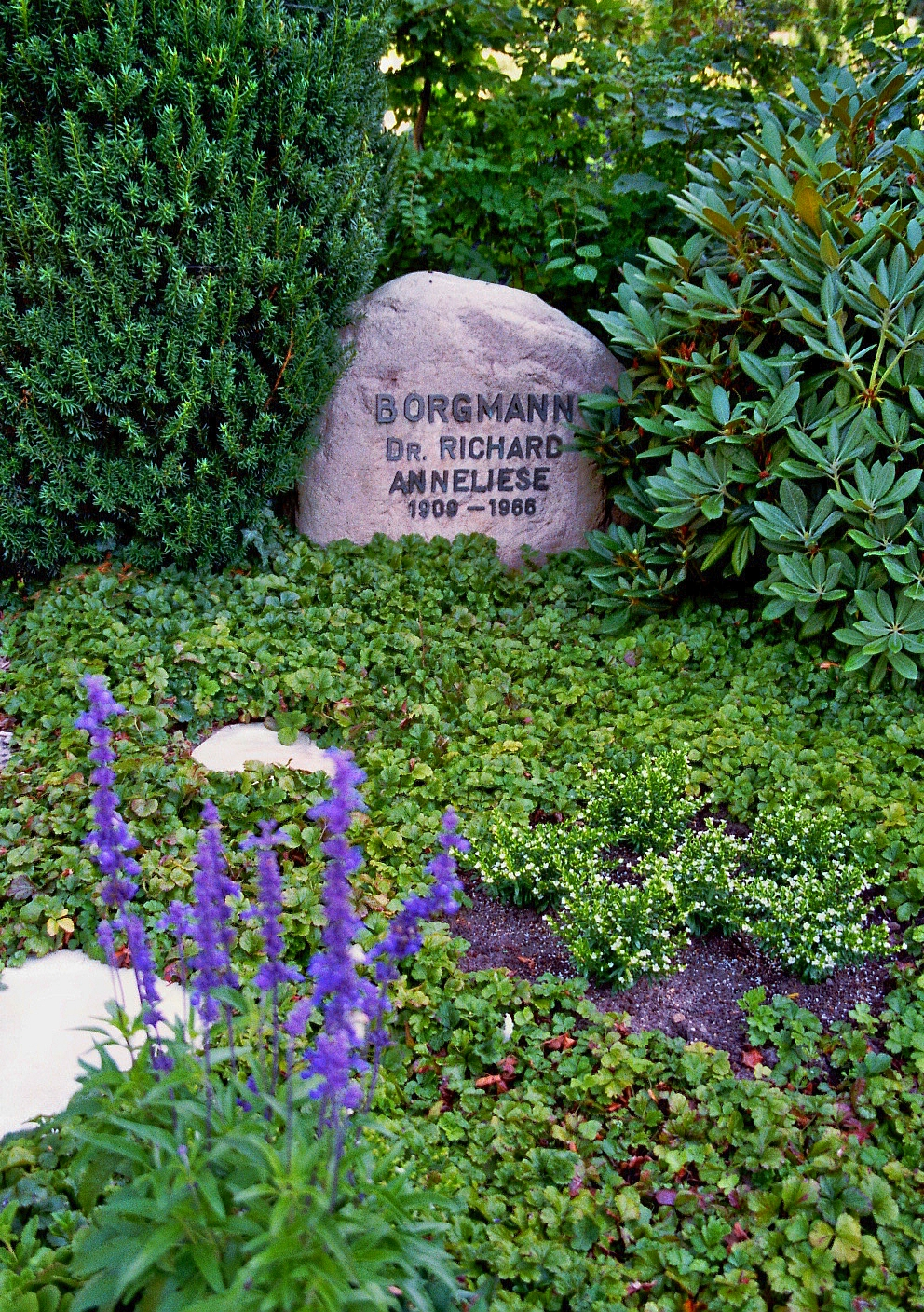
Grab von Richard und Anneliese Borgmann auf dem Zentralfriedhof Ibbenbüren

Nach dem Schulbesuch studierte Borgmann und promovierte zum Dr. phil. Er wurde Studienrat und Fabrikant. 1946 zählte er zu den Begründern der CDU im Landkreis Tecklenburg. 
Von 1952 bis 1956 bekleidete er das Amt eines Stadtrats von Ibbenbüren. Mitglied des Kreistages des damaligen Landkreises Tecklenburg und Landrat des Kreises wurde er 1956 und blieb es bis zu seinem Tod am 22. Juli 1966. Sein Nachfolger als Landrat wurde Laurenz Börgel.
Von 1953 bis 1966 amtierte er als Mitglied der Landschaftsversammlung des Landschaftsverbandes Westfalen-Lippe. Borgmann übte zudem diverse Amter in verschiedenen Gremien des Landkreistages Nordrhein-Westfalen aus. 1961 wurde er zum ordentlichen Mitglied der Historischen Kommission für Westfalen gewählt.
Das Grab der Eheleute Anneliese und Richard Borgmann befindet sich auf dem Zentralfriedhof Ibbenbüren.